# Ruta 221 (Costa Rica)
La Ruta 221, oficialmente Ruta Nacional Secundaria 221, es una ruta nacional de Costa Rica ubicada en las provincias de San José y Cartago.

## Descripción
En la provincia de San José, la ruta atraviesa el cantón de Curridabat (los distritos de Curridabat, Granadilla, Sánchez).
En la provincia de Cartago, la ruta atraviesa el cantón de La Unión (los distritos de Tres Ríos, Concepción, Dulce Nombre).

## Segmentos
Ruta Nacional Franco-Costarricense
La Ruta Nacional Franco-Costarricense es el segmento de la Ruta Nacional Secundaria 221, el cual une los cantones de Curridabat y La Unión.
Historia
Este segmento se creó en agosto de 2023, mediante acuerdo de la Comisión Nacional de Nomenclatura, en honor al Liceo Franco-Costarricense y en el marco de la declaratoria de esta institución como Institución Benemérita de la Educación y la Cultura Costarricense.
Descripción
Este segmento comienza en la salida del cantón de Curridabat y se extiende hasta la entrada al cantón de La Unión. El resto de la ruta es conocida simplemente como Ruta Nacional 221.